# Punk català

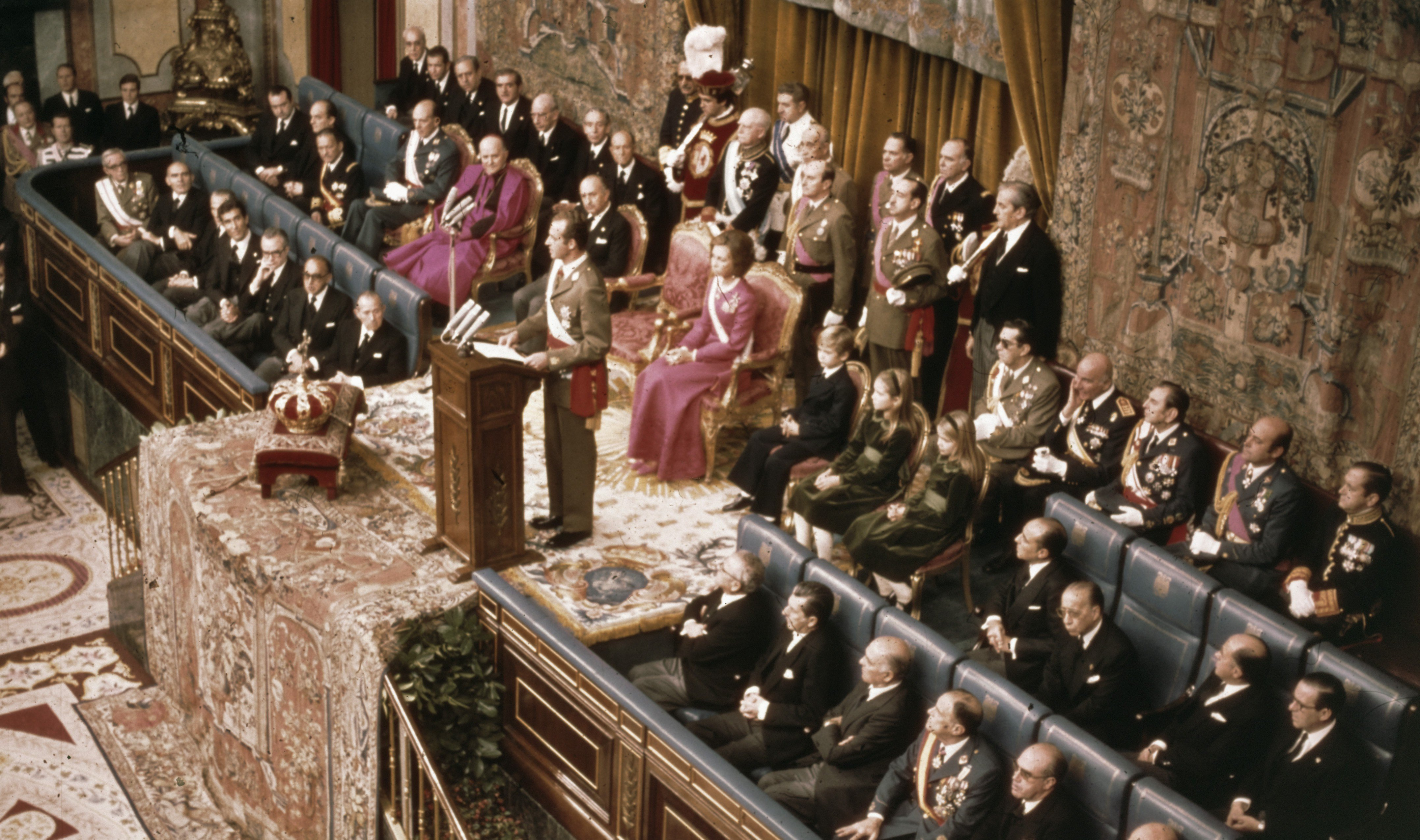
Coronació de Joan Carles I, preludi de la crisi que originaria el punk català.

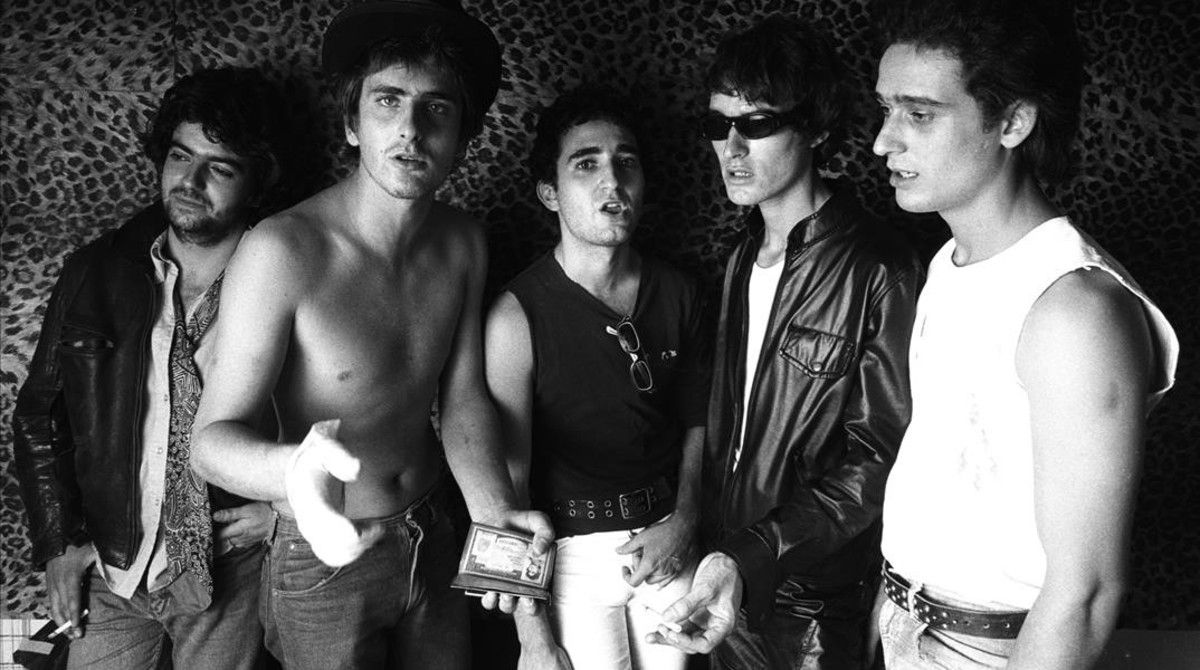
Primera formació de La Banda Trapera del Río

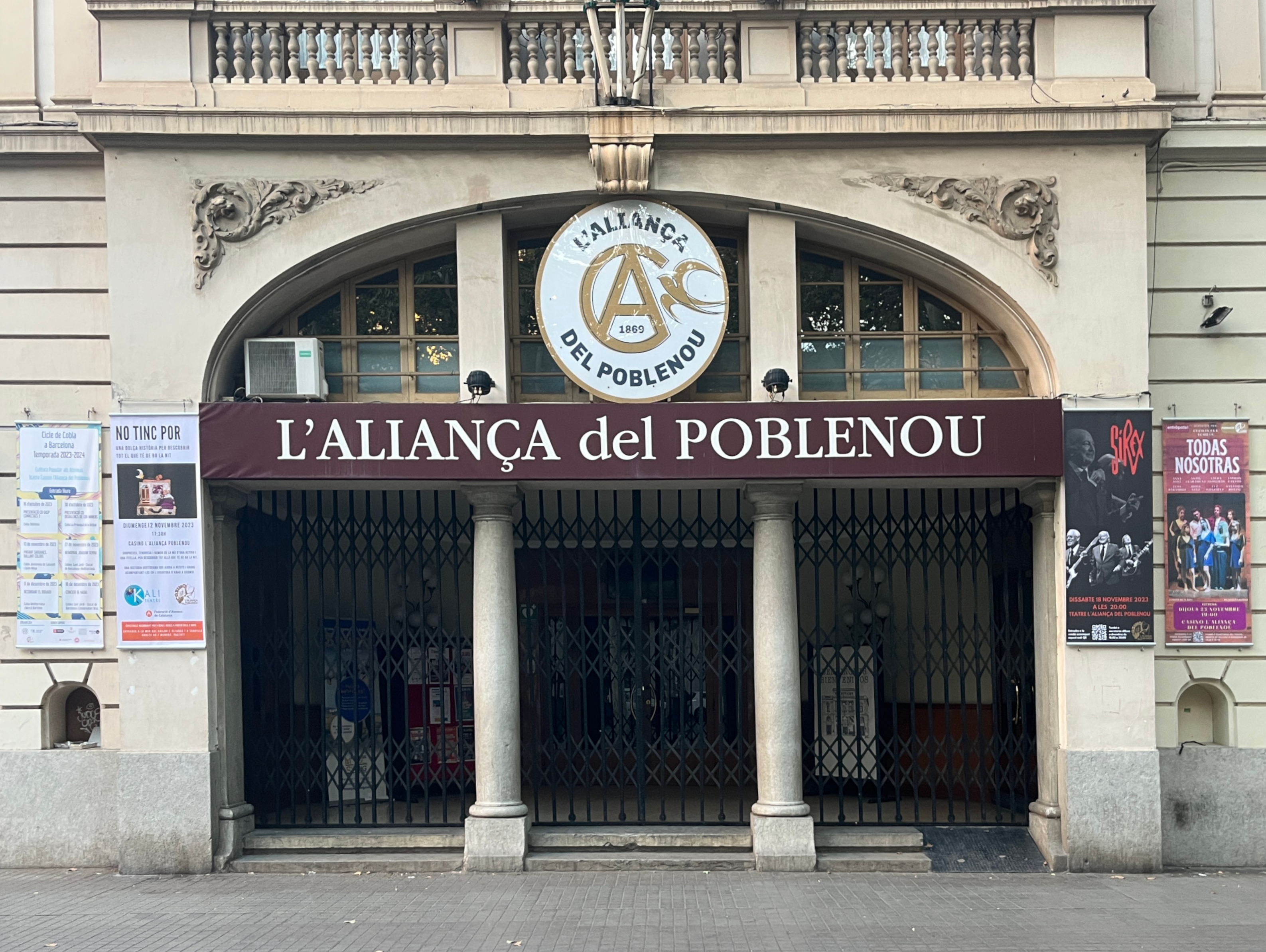
L'Aliança del Poblenou, escenari del primer festival de punk a Barcelona, el 1977

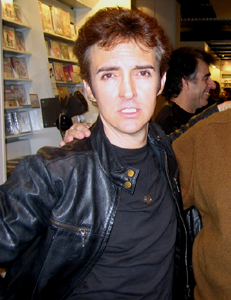
El madrileny Ramoncín, un dels actors del 1r festival punk organitzat a Barcelona.

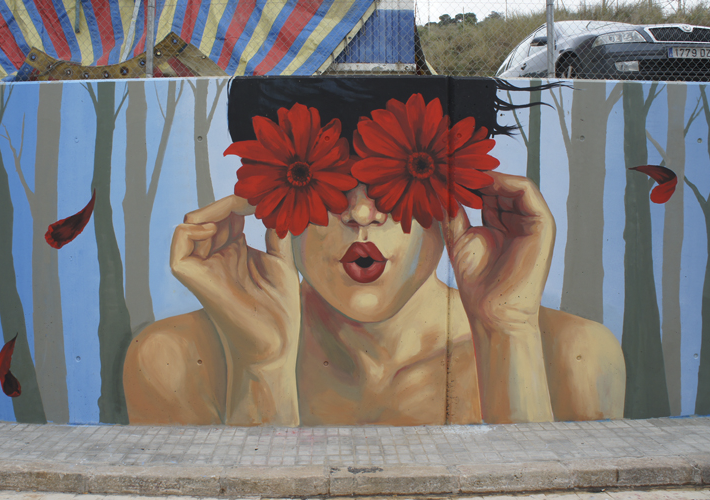
Punk, autogestió i lluita veïnal: l’essència de l'Ateneu Popular de 9 Barris.

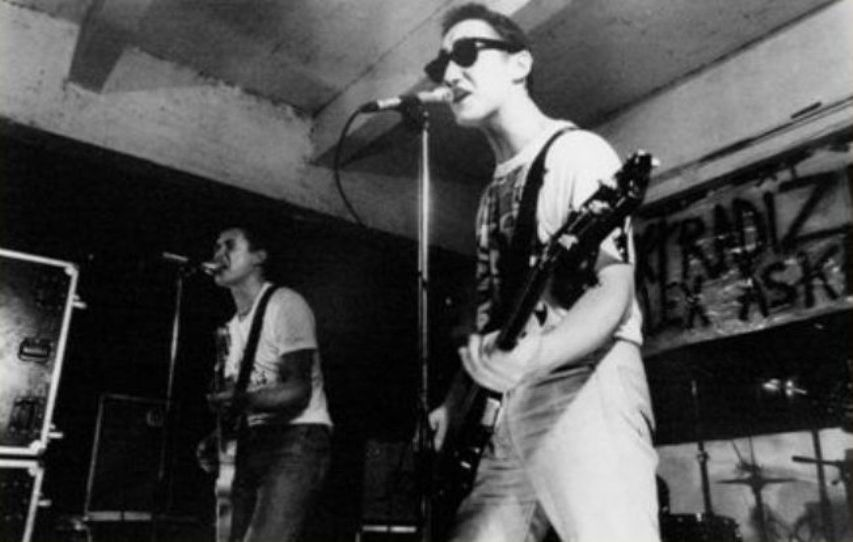
El grup basc Kortatu en el Gaztetxe de Egia.

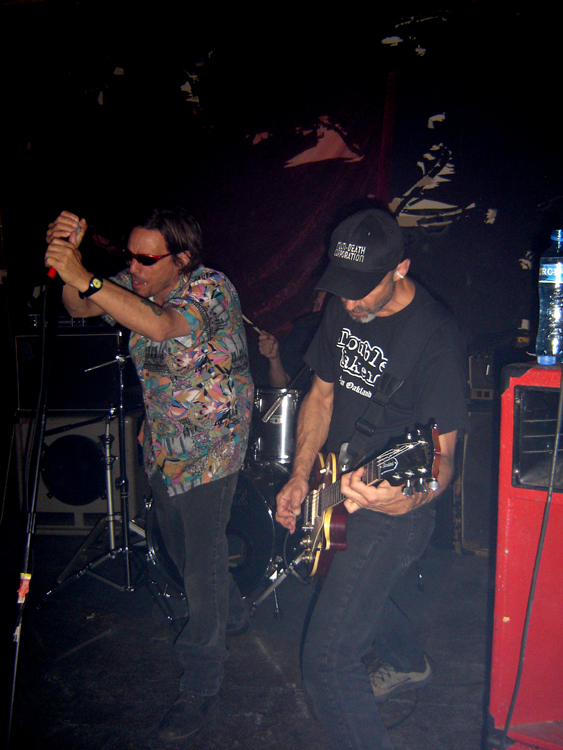
MDC, grup de hardpunk estatunidenc que va tocar a Barcelona el 1984

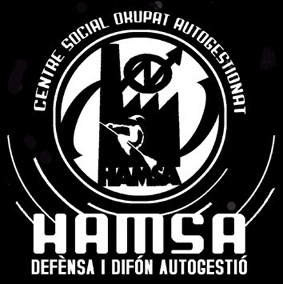
Logotip del Centre Social Okupat Autogestionat l'Hamsa (CSOA l'Hamsa) de Barcelona.

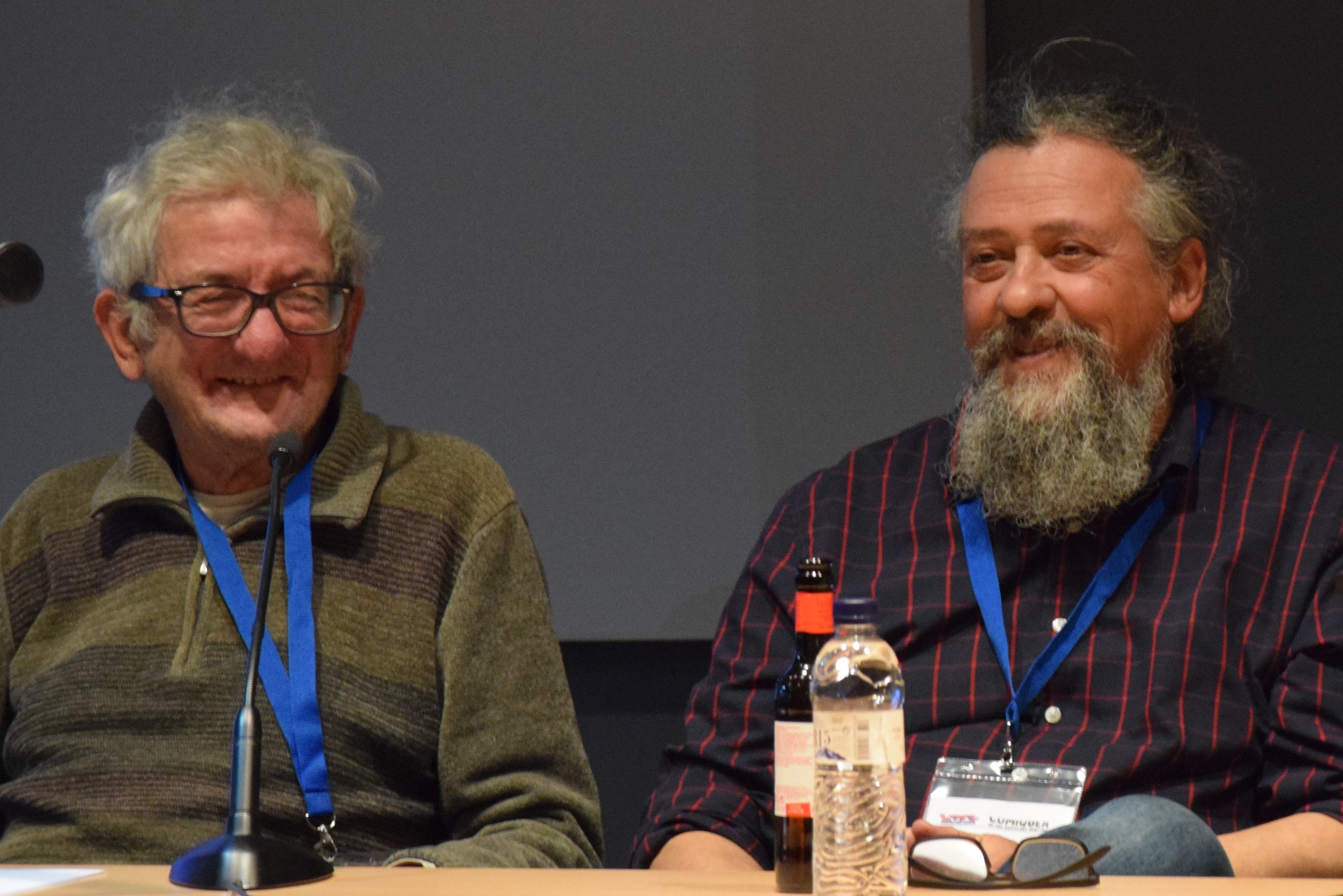
El guionista Onliyú i el dibuixant Max al Saló del Còmic de Barcelona, 2019

El punk català va ser el moviment punk que va emergir a Barcelona a finals dels anys 70 i es va consolidar com una expressió cultural i política durant les dècades següents. Influït per l'escena punk britànica i estatunidenca, el punk català va ser una resposta a la crisi econòmica, social i política que es vivia en aquella època, amb especial intensitat a la Barcelona postfranquista. A diferència del punk més comercialitzat en altres parts del món, l'escena barcelonina va ser radical i sovint autodestructiva, definida per la seva actitud desafiant envers el sistema.

## Context històric i social
Durant els anys 80, Catalunya, com la resta de l'estat espanyol, va experimentar una profunda crisi econòmica i la reconversió industrial, que va derivar en altes taxes d’atur i precarietat, especialment entre la joventut. Aquest context, marcat també per l’auge de l'heroïna, reflectit en els excessos i tragèdies personals de molts individus i també d'una primera generació de punks, i un sentiment de desil·lusió cap a les promeses de la transició democràtica, va generar un terreny fèrtil per al naixement del punk com a moviment de contestació. Segons l’historiador Kike Tudela, el punk i altres expressions culturals de l’època reflectien una sensació de crisi i rebel·lia. Tot i la criminalització de la joventut, aquests moviments van aconseguir resistir i oferir una alternativa contracultural a la Barcelona institucionalitzada dels Jocs Olímpics de 1992.
A principis dels anys 80, el moviment punk a Catalunya comptava amb uns pocs centenars de joves, un nombre que creixeria amb el temps; joves principalment de classe mitjana i baixa, amb una presència destacada de dones, i amb edats compreses entre els 14 i els 34 anys.
El punk català va haver d'enfrontar un fort control social, reflex dels valors morals heretats del franquisme. La imatge i actitud provocadores dels joves punks generaven rebuig en la societat i tensions amb les autoritats, sovint amb detencions injustificades. Els mitjans de comunicació, inicialment condescendents, amb el temps van adoptar un discurs més crític, fet que, paradoxalment, va contribuir tant a ampliar la visibilitat del moviment com a dificultar-ne la consolidació. Aquest context social i mediàtic es va reflectir en les lletres musicals i en testimonis que documenten la realitat punk de l’època.

## Primeres bandes
El punk català va trobar els seus primers referents musicals a Barcelona amb grups com Último Resorte, La Banda Trapera del Río, L’Odi Social o Anti/Dogmatikss. Altres grups destacats van ser Basura, Clinic Humanoids, Frenopaticss, Kangrena, Mortimer o Shit S.A., cadascun amb una influència única dins l’escena contracultural i desafiant del moviment punk a Barcelona. Aquestes bandes, amb lletres desafiants i actituds provocadores, no només van marcar una època, sinó que també van exportar l'esperit punk a altres parts del territori català, com les Terres de Ponent, on, tot i compartir influències comunes, les característiques locals van generar certes variacions en les seves expressions i formes.
El primer festival de punk a Barcelona va tenir lloc el 1977 al Poblenou, el mateix any que els Sex Pistols van presentar «God Save the Queen» al Regne Unit. Aquest esdeveniment es va celebrar en un context clarament llibertari, després de les Jornades Llibertàries al Parc Güell, la legalització de partits i sindicats, i la publicació de llibres i pel·lícules prohibides. En aquell moment, molts joves estaven vinculats a organitzacions llibertàries i el punk captava la seva atenció per la seva actitud radical. El col·lectiu Cuc Sonat, liderat per Xavi Cot, va organitzar el concert. Tot i que la escena punk era més coneguda a Londres, van aconseguir reunir bandes locals, com ara, Ramoncín (qui aleshores es presentava com a Ramon), Peligro, Mortimer, La Banda Trapera del Río, Marxa i Basura, amb Panotxa com a líder d'aquests dos últims grups.

## Actitud, estètica i ideologia
L’actitud punk a Catalunya no es limitava a la música, sinó que impregnava la vida quotidiana. Els joves que s'acostaven al punk sovint hi trobaven una identificació amb valors com el Fes-ho tu mateix, la transgressió, l'individualisme, l'antiautoritarisme i l'hedonisme. Aquest moviment, en alguns casos, oferia als seus membres una via per al desenvolupament personal; en altres, el punk va servir com a mitjà per escapar del desencantament envers el context sociohistòric.
El carrer, els bars —com ara, el Abracadabra, el Fantástico, el Kafé Volter, la Pizzeria Rivolta, el Rodri o el Texas— i els espais marginals es van convertir en els escenaris principals de la comunitat punk, que valorava l'autogestió i la solidaritat entre iguals. Aquests llocs, molts d'ells propers a l'àrea de Ciutat Vella de Barcelona, no només van servir com a punts de trobada, sinó també com a plataformes de difusió per a la música i els ideals del punk, lluny del corrent majoritari i de la promoció més comercial. Els ateneus llibertaris de Barcelona també van ser llocs representatius de reunió dels punks barcelonins.
De la mateixa manera, l'estètica punk, amb jaquetes de cuir, collarets (amb punxes i sense), botes, arracades, imperdibles, xapes, pantalons estripats, cabells de punta, crestes, cabells pintats, i símbols controvertits com esvàstiques o banderes espanyoles, tenia l'objectiu deliberat de provocar tant la dreta com l'esquerra. Aquest estil visual era un reflex de la ràbia i la frustració d’una generació que se sentia aliena a la societat dominant. Tot i així, l’estètica destacava com un tret rellevant, però era l’actitud el que realment en definia l’essència dels punks catalans.

## Més enllà de Barcelona
No va ser fins a la segona meitat dels anys vuitanta, que l’escena punk va començar a tenir presència a d'altres poblacions del territori català o a les zones rurals, tot i que amb un desenvolupament més lent respecte a Barcelona. Els espais de trobada dels joves punks en aquests entorns eren principalment bars, pubs i locals d’assaig, que sovint també servien com centres per a concerts i activitats alternatives. Aquestes zones oferien més facilitats per trobar locals econòmics per assajar, però en canvi, l’accés a material punk, com discos i fanzines, era molt més limitat, obligant els joves a desplaçar-se a ciutats grans com Barcelona, considerada el principal centre de subministrament cultural punk. Altrament, en les zones rurals, la manca d'anonimat limitava l'expressió del moviment punk en comparació amb la llibertat que oferia la ciutat.
A nivell nacional, el punk català va mantenir forts vincles amb Euskadi i Madrid. Bandes euskaldunes com RIP, Cicatriz, La Polla Records, Kortatu i Hertzainak van actuar a Catalunya, destacant l'Euskal Rock de 1985 a Barcelona. Paral·lelament, grups catalans van tocar sovint en CSO al País Basc, i els viatges dels punks catalans a concerts i festivals al País Basc eren habituals. A Euskadi, el punk estava geogràficament dispers amb bandes com Kortatu a Irún, La Polla Records a Agurain, Basura a Errenteria, RIP a Mondragón, M.C.D. a Bilbao o Cicatriz a Vitòria. En canvi, a Catalunya es concentrava a Barcelona i l'àrea metropolitana.
A Euskadi, la relació del punk amb l'esquerra abertzale va donar lloc al Rock Radical Basc (RRV), amb suport de segells com Ohiuka Records i premsa com Egin. Algunes bandes, com Eskorbuto, rebutjaven aquesta etiqueta. A Catalunya, iniciatives com Tralla Records no van sorgir fins al 1991.
A Madrid, el punk català connectava millor amb bandes com PVP, UVI o La Broma de Satán, mentre que altres grups madrilenys, com Alaska y los Pegamoides o Ramoncín, eren vistos com més propers al New Wave i a la cultura comercial.

## Influencia política i anarquisme
Als anys 80, la influència del grup britànic Crass va impulsar una dimensió més política del punk a Catalunya, amb un èmfasi en l'anarquisme i el pacifisme. Paral·lelament, l'escena hardcore estatunidenca amb bandes com Dead Kennedys també va deixar la seva empremta, donant lloc a grups com Subterranean Kids i GBR. La influència dels estatunidencs MDC, que van tocar a Barcelona el 1984, va ser crucial. Bandes anglosaxones com Crass, però també Ramones, Sex Pistols o The Clash van deixar una empremta clara en l'evolució del punk català. Aquestes referències internacionals esdevingueren el motor creatiu per a moltes formacions. Un moment icònic de l'escena va ser l'estrena d'una pel·lícula sobre els Sex Pistols al teatre Novedades, que va acabar en disturbis. Els concerts i actuacions en espais poc convencionals, com el debut d’Último Resorte al manicomi de Sant Boi, van ser habituals i simbolitzaven el rebuig a les normes establertes.
El punk català va començar amb una estètica provocadora i amb una ideologia ambigua, centrada en la festa i la destrucció, però amb el temps va emergir un component polític que el va apropar a l'anarquisme. A mitjans dels anys 80, es va produir un trencament dins del moviment, amb una part significativa que va abandonar la filosofia nihilista de No future per adoptar un plantejament anarquista, més en la línia de la tradició llibertària de Catalunya. Aquest canvi va generar un intens debat intern sobre la conveniència d'involucrar-se o no en política. Amb el temps, molts membres del moviment van participar activament en mobilitzacions socials i van començar a organitzar-se per promoure alternatives polítiques i culturals.
El moviment punk va convergir, a més, amb altres expressions contraculturals, com el moviment okupa i l'antiglobalització, consolidant una xarxa d’activisme que perduraria fins als anys 90. Llocs com els Països Baixos, Alemanya o Itàlia havien esdevingut punts de referència per a l'articulació de lluites i la creació d'alternatives socials dins del moviment punk. Això es reflectia en una major diversitat i un ventall ampli d'opcions en aquelles escenes. Ciutats com Amsterdam, Berlín i algunes localitats italianes destacaven per tenir estructures sòlides i experiència en les lluites socials, com demostrava el moviment Kraker als Països Baixos, hereu del moviment Provo de finals dels anys 60.
La creació d'espais alternatius a través de l'ocupació de cases, on el punk va poder gestionar-se autònomament, tant a nivell cultural com social, va ser una forma de resistència als valors establerts, creant refugis físics i simbòlics que reflectien els seus valors llibertaris. Així, el punk català dels anys 80 va evolucionar cap a un moviment més polititzat, tot i que en alguns moments encara va mantenir una certa diversitat d'opinions sobre la seva implicació política.
Els punks van coexistir amb altres estils juvenils com heavies, rockers, mods, hippies i skinheads, amb relacions que variaven segons el context i la ideologia. Mentre que els enfrontaments puntuals amb mods, heavies i rockers eren fruit de rivalitats o territorialitats, la relació amb els hippies era distant per diferències d'actitud, sense conflictes greus. La ruptura més significativa es va produir amb l’aparició, a mitjans dels anys 80, d’skinheads filo-feixistes, que van generar violència intensa contra els punks, especialment a les ciutats com Barcelona. En contrast, en les zones rurals, la convivència entre estils juvenils era més fluida per la limitació d’espais i la força de les relacions personals, amb l’excepció dels skins feixistes.

## Impacte cultural i llegat
El punk nascut a Barcelona no només va deixar una empremta musical, sinó que també va influir en altres àmbits culturals, com el còmic underground i el moviment llibertari. Algunes publicacions contraculturals com El Víbora, El Rrollo Enmascarado, Star o Ajoblanco també van ser fonamentals per a la construcció de l'escena punk barcelonina. Entre els seus dibuixants, guionistes o editors reconeguts estaven Nazario, Onliyú, Alfredo Pons, Max, Josep Maria Berenguer o Emilio Bernárdez. Pel que fa a les ràdios lliures de l'època vinculades al punk, cal esmentar Ràdio Pica, amb programes com Punkytudes magnéticas o La hora del Hardcore, i Ràdio Obrera, recordada pel seu espai Licuadora punk.
Així, el moviment punk a Catalunya es va articular al voltant de dues grans línies d'activitat: l'oci, amb concerts i festes com a eixos centrals, i les iniciatives sociopolítiques, amb formes autogestionades i xarxes de distribució no comercial. Els concerts, sovint en espais autogestionats o locals cedits, van tenir un paper clau en la difusió de l'ideari punk i van consolidar una xarxa social que es reflectia en la producció de fanzines, essencials per compartir informació alternativa i connectar escenes locals, nacionals i internacionals. Amb tot, l'escena punk barcelonina i catalana es va caracteritzar per una hiperactivitat notable. A diferència de l'era digital posterior, que ha facilitat la comunicació virtual però ha dificultat la presencial, l'escena punk es va construir gràcies a l'intercanvi físic d'idees i inquietuds. Les infinites publicacions del moviment van convertir els i les joves punks en els més prolífics autors i autores de la història de la ciutat.
El canvi d'era, marcat per l'increment de la repressió als anys 80, en relació als Jocs Olímpics de 1992, va marcar el punt d'inflexió en què l'esperit de la Barcelona punk es va dissipar gradualment. A partir de 1986, els canvis culturals i la repressió social van transformar l’ambient, un canvi que es va reflectir en les festes populars de la ciutat, com les de la Mercè, que a partir de 1987 van perdre el caràcter autònom i combatiu que les caracteritzava.
El punk, però, continua viu a Catalunya en el segle xxi gràcies a nous grups i espais que mantenen l'esperit contestatari i autogestionat. Tot i això, l'escena ha canviat en un context marcat per la gentrificació i la comercialització de la cultura.